# Ladoga angustata
Ladoga angustata är en fjärilsart som beskrevs av Otto Staudinger 1887. Ladoga angustata ingår i släktet Ladoga och familjen praktfjärilar. Inga underarter finns listade i Catalogue of Life.